# Vuelta a España 1950
La Vuelta a España 1950, nona edizione della corsa, si è svolta in ventidue tappe, quarta, ottava e diciannovesima suddivise in due semitappe, dal 17 agosto al 10 settembre 1950, per un percorso totale di 3984 km. La vittoria fu appannaggio dello spagnolo Emilio Rodríguez, che completò il percorso in 134h49'19", precedendo i connazionali Manuel Rodríguez Barros e José Serra Gil.
Corsa povera di salite ma ricca di chilometri a cronometro (201), decisivi per l'assegnazione del primato: che arrise al corridore meglio piazzatosi, tra i campioni spagnoli in lizza, nel corso di tutt'e tre le frazioni contro il tempo. Dopo questa per lui trionfale Vuelta, la carriera di Emilio Rodriguez, che si era già messo luce vincendo due edizioni del Giro della Catalogna (più antica corsa a tappe iberica), non ebbe più sussulti di pregio, tanto che appena tre anni dopo, privo di ingaggio, dovette scegliere di correre per l'intera stagione come 'isolato'.   
Tra gli italiani in gara, bene il romagnolo Umberto Drei, che vinse quattro tappe. Nella sua breve carriera, da ricordare anche la vittoria nella Milano-Rapallo.

## Tappe
| Tappa  | Data         | Percorso                                             | km   | Vincitore di tappa  | Leader cl. generale |
| ------ | ------------ | ---------------------------------------------------- | ---- | ------------------- | ------------------- |
| 1ª     | 17 agosto    | Madrid > Valladolid                                  | 190  | Omer Braeckeveldt   | Omer Braeckeveldt   |
| 2ª     | 18 agosto    | Valladolid > León                                    | 133  | Rik Evens           | Omer Braeckeveldt   |
| 3ª     | 19 agosto    | León > Gijón                                         | 148  | Emilio Rodríguez    | Omer Braeckeveldt   |
| 4ª-1ª  | 20 agosto    | Gijón > Torrelavega                                  | 167  | Agustín Miró        | Omer Braeckeveldt   |
| 4ª-2ª  | 20 agosto    | Torrelavega > Santander                              | 78   | Emilio Rodríguez    | Emilio Rodríguez    |
| 5ª     | 21 agosto    | Santander > Bilbao                                   | 177  | Antonio Gelabert    | Emilio Rodríguez    |
| 6ª     | 22 agosto    | Bilbao > Irun                                        | 240  | Emilio Rodríguez    | Emilio Rodríguez    |
|        | 23 agosto    | giorno di riposo                                     |      |                     |                     |
| 7ª     | 24 agosto    | Irun > Pamplona                                      | 109  | Emilio Rodríguez    | Emilio Rodríguez    |
| 8ª-1ª  | 25 agosto    | Pamplona > Tudela (cron. individuale)                | 90   | Bernardo Capó       | Emilio Rodríguez    |
| 8ª-2ª  | 25 agosto    | Tudela > Saragozza                                   | 176  | Bernardo Ruiz       | Emilio Rodríguez    |
| 9ª     | 26 agosto    | Saragozza > Lleida                                   | 144  | Umberto Drei        | Emilio Rodríguez    |
| 10ª    | 27 agosto    | Lleida > Barcellona                                  | 167  | José Serra Gil      | Emilio Rodríguez    |
|        | 28 agosto    | giorno di riposo                                     |      |                     |                     |
| 11ª    | 29 agosto    | Barcellona > Tarragona                               | 150  | Rik Evens           | Emilio Rodríguez    |
| 12ª    | 30 agosto    | Tarragona > Castellón de la Plana                    | 194  | Luis Navarro Amorós | Emilio Rodríguez    |
| 13ª    | 31 agosto    | Castellón de la Plana > Valencia (cron. individuale) | 65   | Antonio Sánchez     | Emilio Rodríguez    |
| 14ª    | 1º settembre | Valencia > Murcia                                    | 265  | Umberto Drei        | Emilio Rodríguez    |
| 15ª    | 2 settembre  | Murcia > Lorca                                       | 117  | Umberto Drei        | Emilio Rodríguez    |
| 16ª    | 3 settembre  | Lorca > Granada                                      | 222  | Alighiero Ridolfi   | Emilio Rodríguez    |
| 17ª    | 4 settembre  | Granada > Malaga                                     | 183  | Umberto Drei        | Emilio Rodríguez    |
|        | 5 settembre  | giorno di riposo                                     |      |                     |                     |
| 18ª    | 6 settembre  | Malaga > Cadice                                      | 268  | Antonio Gelabert    | Emilio Rodríguez    |
| 19ª-1ª | 7 settembre  | Cadice > Jerez de la Frontera (cron. individuale)    | 56   | Andrés Trobat       | Emilio Rodríguez    |
| 19ª-2ª | 7 settembre  | Jerez de la Frontera > Siviglia                      | 100  | José Serra Gil      | Emilio Rodríguez    |
| 20ª    | 8 settembre  | Siviglia > Mérida                                    | 200  | Victorio García     | Emilio Rodríguez    |
| 21ª    | 9 settembre  | Mérida > Talavera de la Reina                        | 228  | Bernardo Capó       | Emilio Rodríguez    |
| 22ª    | 10 settembre | Talavera de la Reina > Madrid                        | 117  | Emilio Rodríguez    | Emilio Rodríguez    |
| Totale | Totale       | Totale                                               | 3984 |                     |                     |

## Classifiche finali

### Classifica generale
| Pos. | Corridore               | Tempo      |
| ---- | ----------------------- | ---------- |
| 1    | Emilio Rodríguez        | 134h49'19" |
| 2    | Manuel Rodríguez Barros | a 15'30"   |
| 3    | José Serra Gil          | a 16'05"   |
| 4    | Bernardo Ruiz           | a 19'16"   |
| 5    | Umberto Drei            | a 25'23"   |
| 6    | Senén Mesa              | a 31'44"   |
| 7    | Bernardo Capó           | a 36'29"   |
| 8    | Alighiero Ridolfi       | a 46'38"   |
| 9    | Antonio Gelabert        | a 47'03"   |
| 10   | Jesús Loroño            | a 1h00'26" |

### Classifica scalatori
| Pos. | Corridore        | Punti |
| ---- | ---------------- | ----- |
| 1    | Emilio Rodríguez | 40    |
| 2    | José Serra Gil   | 30    |
| 3    | Jesús Loroño     | 17    |